# حوزه انتخابیه دهم واشینگتن
حوزه انتخابیه دهم واشینگتن یک حوزه انتخابیه مجلس نمایندگان آمریکا است که در ایالت واشینگتن قرار دارد.